# Cupa Orașelor Târguri 1963-1964
Cupa Orașelor Târguri 1963-1964 a fost cel de-al 6-lea sezon al Cupei Orașelor Târguri.

## Meciuri preliminarii
| Echipa 1                | Total | Echipa 2               | Turul I | Turul II | Baraj |
| ----------------------- | ----- | ---------------------- | ------- | -------- | ----- |
| SC Leipzig              | 2 - 3 | Újpesti Dózsa          | 0 - 0   | 2 - 3    |       |
| FC Aris Bonnevoie       | 0 - 2 | RFC de Liège           | 0 - 2   | 0 - 0    |       |
| 1. FC Köln              | 4 - 2 | RAA Gent               | 3 - 1   | 1 - 1    |       |
| Iraklis Thessaloniki FC | 1 - 9 | Real Zaragoza          | 0 - 3   | 1 - 6    |       |
| SK Rapid Viena          | 4 - 2 | Racing Club Paris      | 1 - 0   | 3 - 2    |       |
| Glentoran FC            | 1 - 7 | Partick Thistle FC     | 1 - 4   | 0 - 3    |       |
| Shamrock Rovers FC      | 2 - 3 | Valencia CF            | 0 - 1   | 2 - 2    |       |
| Steagul Roșu Brașov     | 2 - 5 | DFS Lokomotiv Plovdiv  | 1 - 3   | 1 - 2    |       |
| NK Trešnjevka Zagreb    | 1 - 4 | CF Os Belenenses       | 0 - 2   | 1 - 2    |       |
| FC Lausanne-Sport       | 4 - 4 | Heart of Midlothian FC | 2 - 2   | 2 - 2    | 3 - 2 |
| DOS Utrecht             | 2 - 8 | Sheffield Wednesday    | 1 - 4   | 1 - 4    |       |
| Stævnet                 | 4 - 9 | Arsenal Londra         | 1 - 7   | 3 - 2    |       |
| Atlético Madrid         | 2 - 1 | FC Porto               | 2 - 1   | 0 - 0    |       |
| Spartak ZJŠ Brno        | 7 - 1 | Servette FC            | 5 - 0   | 2 - 1    |       |
| Juventus Torino         | 3 - 3 | OFK Belgrad            | 2 - 1   | 1 - 2    | 1 - 0 |
| Hertha BSC              | 1 - 5 | AS Roma                | 1 - 3   | 0 - 2    |       |

### Turul I
| SC Leipzig | 0 - 0 | Újpesti Dózsa |
| ---------- | ----- | ------------- |
|            |       |               |

| FC Aris Bonnevoie | 0 - 2 | RFC de Liège         |
| ----------------- | ----- | -------------------- |
|                   |       | Wégria 50' Sulon 68' |

| 1. FC Köln                             | 3 - 1 | RAA Gent     |
| -------------------------------------- | ----- | ------------ |
| Sturm 21' (pen.), 63' (pen.) Weber 55' |       | Delmulle 53' |

| Iraklis Thessaloniki FC | 0 - 3 | Real Zaragoza                |
| ----------------------- | ----- | ---------------------------- |
|                         |       | Villa 43', 87' Marcelino 61' |

| SK Rapid Viena | 1 - 0 | Racing Club Paris |
| -------------- | ----- | ----------------- |
| Flögel 87'     |       |                   |

| Glentoran FC | 1 - 4 | Partick Thistle FC                 |
| ------------ | ----- | ---------------------------------- |
| Thompson 39' |       | Hainey 7' Yard 58', 74' Wright 78' |

| Shamrock Rovers FC | 0 - 1 | Valencia CF |
| ------------------ | ----- | ----------- |
|                    |       | Suco 71'    |

| Steagul Roșu Brașov | 1 - 3 | DFS Lokomotiv Plovdiv      |
| ------------------- | ----- | -------------------------- |
| Meszáros 4'         |       | Kolev 14', 37' Kanchev 30' |

| NK Trešnjevka Zagreb | 0 - 2 | CF Os Belenenses               |
| -------------------- | ----- | ------------------------------ |
|                      |       | Fernando Peres 17' Estevão 40' |

| FC Lausanne-Sport       | 2 - 2 | Heart of Midlothian FC   |
| ----------------------- | ----- | ------------------------ |
| Hertig 56' Gottardi 74' |       | Traynor 25' Ferguson 47' |

| DOS Utrecht   | 1 - 4 | Sheffield Wednesday                                |
| ------------- | ----- | -------------------------------------------------- |
| Westphaal 65' |       | Holliday 5' Layne 20' Quinn 49' Mijnals 64' (a.g.) |

| Stævnet       | 1 - 7 | Arsenal Londra                                      |
| ------------- | ----- | --------------------------------------------------- |
| Jørgensen 81' |       | MacLeod 9' Baker 24', 46', 71' Strong 27', 35', 40' |

| Atlético Madrid | 2 - 1 | FC Porto  |
| --------------- | ----- | --------- |
| Ribes 7', 30'   |       | Romeu 25' |

| Spartak ZJŠ Brno                                          | 5 - 0 | Servette FC |
| --------------------------------------------------------- | ----- | ----------- |
| Brada 5' Jankulovský 18' Komárek 43' Píšek 50' Hlaváč 54' |       |             |

| Juventus Torino     | 2 – 1 | OFK Belgrad |
| ------------------- | ----- | ----------- |
| Nené 34' Zigoni 53' |       | Gugleta 39' |

| Hertha BSC | 1 – 3 | AS Roma                              |
| ---------- | ----- | ------------------------------------ |
| Rühl 32'   |       | Schütz 21' De Sisti 60' Leonardi 72' |

### Turul II
| Újpesti Dózsa                               | 3 - 2 | SC Leipzig                 |
| ------------------------------------------- | ----- | -------------------------- |
| Pál Várhidi 1' (pen.) Bene 46' Káposzta 68' |       | Trölitzsch 63' Frenzel 89' |

Újpesti Dózsa s-a calificat cu scorul general 3–2.
| Partick Thistle FC               | 3 - 0 | Glentoran FC |
| -------------------------------- | ----- | ------------ |
| Smith 52', 67' Harvey 74' (pen.) |       |              |

Partick Thistle FC s-a calificat cu scorul general 7–1.
| Valencia CF           | 2 - 2 | Shamrock Rovers FC |
| --------------------- | ----- | ------------------ |
| Guillot 65' Arnal 78' |       | Mooney 39', 51'    |

Valencia CF s-a calificat cu scorul general 3–2.
| RFC de Liège | 0 - 0 | FC Aris Bonnevoie |
| ------------ | ----- | ----------------- |
|              |       |                   |

RFC de Liège s-a calificat cu scorul general 2–0.
| Racing Club Paris       | 2 - 3 | SK Rapid Viena                  |
| ----------------------- | ----- | ------------------------------- |
| van Sam 13' Mahjoub 85' |       | Schmid 17' Hasil 20' Flögel 55' |

SK Rapid Viena s-a calificat cu scorul general 4–2.
| DFS Lokomotiv Plovdiv | 2 – 1 | Steagul Roșu Brașov |
| --------------------- | ----- | ------------------- |
| Mizin 38' Kolev 39'   |       | Szeredai 89'        |

DFS Lokomotiv Plovdiv s-a calificat cu scorul general 5–2.
| CF Os Belenenses      | 2 - 1 | NK Trešnjevka Zagreb |
| --------------------- | ----- | -------------------- |
| Palico 8' Estevão 70' |       | Pintarić 28'         |

CF Os Belenenses s-a calificat cu scorul general 4–1.
| Heart of Midlothian FC   | 2 - 2 | FC Lausanne-Sport     |
| ------------------------ | ----- | --------------------- |
| Cumming 19' Hamilton 90' |       | Gottardi 62' Hosp 88' |

La scorul general 4–4 s-a disputat un meci de baraj.
| Real Zaragoza                                          | 6 - 1 | Iraklis Thessaloniki FC |
| ------------------------------------------------------ | ----- | ----------------------- |
| Canário 16' Murillo 35', 47' Sigi 57' Endériz 83', 90' |       | Lianis 71'              |

Real Zaragoza s-a calificat cu scorul general 9-1
| FC Porto | 0 - 0 | Atlético Madrid |
| -------- | ----- | --------------- |
|          |       |                 |

Atlético Madrid s-a calificat cu scorul general 2-1
| Sheffield Wednesday                  | 4 - 1 | DOS Utrecht        |
| ------------------------------------ | ----- | ------------------ |
| Layne 9', 52', 56' (pen.) Dobson 16' |       | van den Bogert 84' |

Sheffield Wednesday s-a calificat cu scorul general 8-2.
| RAA Gent   | 1 - 1 | 1. FC Köln  |
| ---------- | ----- | ----------- |
| De Vos 57' |       | Overath 55' |

1. FC Köln s-a calificat cu scorul general 4–2.
| Servette FC    | 1 - 2 | Spartak ZJŠ Brno       |
| -------------- | ----- | ---------------------- |
| Desbiolles 14' |       | Komárek 39' Hlaváč 70' |

Spartak ZJŠ Brno s-a calificat cu scorul general 7–1.
| OFK Belgrad             | 2 - 1 | Juventus Torino |
| ----------------------- | ----- | --------------- |
| Gugleta 76' Milošev 83' |       | Stacchini 62'   |

La scorul general 3–3 s-a disputat un meci de baraj.
| Arsenal Londra          | 2 - 3 | Stævnet                         |
| ----------------------- | ----- | ------------------------------- |
| Skirton 1' Barnwell 53' |       | Dyremose 30', 88' Jørgensen 78' |

Arsenal Londra s-a calificat cu scorul general 9-4.
| AS Roma               | 2 - 0 | Hertha BSC |
| --------------------- | ----- | ---------- |
| Schütz 4' Jonsson 70' |       |            |

AS Roma s-a calificat cu scorul general 5-1.

### Baraj
| FC Lausanne-Sport                           | 3 - 2 (d.p.) | Heart of Midlothian FC   |
| ------------------------------------------- | ------------ | ------------------------ |
| Frigerio 13' Dürr 20' (pen.) Schneiter 103' |              | Wallace 30' Ferguson 70' |

FC Lausanne-Sport s-a calificat.
| Juventus Torino | 1 - 0 | OFK Belgrad |
| --------------- | ----- | ----------- |
| Menichelli 82'  |       |             |

Juventus Torino s-a calificat.

## Optimi de finală
| Echipa 1           | Total | Echipa 2              | Turul I | Turul II | Baraj |
| ------------------ | ----- | --------------------- | ------- | -------- | ----- |
| SK Rapid Viena     | 2 - 3 | Valencia CF           | 0 - 0   | 2 - 3    |       |
| FC Lausanne-Sport  | 1 - 5 | Real Zaragoza         | 1 - 2   | 0 - 3    |       |
| 1. FC Köln         | 5 - 3 | Sheffield Wednesday   | 3 - 2   | 2 - 1    |       |
| Arsenal Londra     | 2 - 4 | RFC de Liège          | 1 - 1   | 1 - 3    |       |
| Partick Thistle FC | 3 - 6 | Spartak ZJŠ Brno      | 3 - 2   | 0 - 4    |       |
| Újpesti Dózsa      | 3 - 1 | DFS Lokomotiv Plovdiv | 0 - 0   | 3 - 1    |       |
| AS Roma            | 3 - 1 | CF Os Belenenses      | 2 - 1   | 1 - 0    |       |
| Juventus Torino    | 3 - 1 | Atlético Madrid       | 1 - 0   | 2 - 1    |       |

### Turul I
| SK Rapid Viena | 0 - 0 | Valencia CF |
| -------------- | ----- | ----------- |
|                |       |             |

| FC Lausanne-Sport  | 1 - 2 | Real Zaragoza             |
| ------------------ | ----- | ------------------------- |
| Cortizo 32' (a.g.) |       | Canário 14' Marcelino 33' |

| 1. FC Köln                      | 3 - 2 | Sheffield Wednesday |
| ------------------------------- | ----- | ------------------- |
| Müller 28' Hornig 35' Sturm 44' |       | Pearson 81', 86'    |

| Arsenal Londra | 1 - 1 | RFC de Liège |
| -------------- | ----- | ------------ |
| Anderson 67'   |       | Kilola 11'   |

| Partick Thistle FC                      | 3 - 2 | Spartak ZJŠ Brno          |
| --------------------------------------- | ----- | ------------------------- |
| Yard 29' Harvey 37' (pen.) Ferguson 51' |       | Kolaček 65' Lichtnégl 74' |

| Újpesti Dózsa | 0 - 0 | DFS Lokomotiv Plovdiv |
| ------------- | ----- | --------------------- |
|               |       |                       |

| AS Roma                     | 2 - 1 | CF Os Belenenses |
| --------------------------- | ----- | ---------------- |
| Schütz 20' Peres 86' (a.g.) |       | Peres 58'        |

| Juventus Torino | 1 – 0 | Atlético Madrid |
| --------------- | ----- | --------------- |
| Stacchini 31'   |       |                 |

### Turul II
| Real Zaragoza                         | 3 - 0 | FC Lausanne-Sport |
| ------------------------------------- | ----- | ----------------- |
| Endériz 29' Murillo 31' Marcelino 55' |       |                   |

Real Zaragoza s-a calificat cu scorul general 5-1
| Spartak ZJŠ Brno                             | 4 - 0 | Partick Thistle FC |
| -------------------------------------------- | ----- | ------------------ |
| Brada 19', 27' Jankulovský 40' Lichtnégl 49' |       |                    |

Spartak ZJŠ Brno s-a calificat cu scorul general 6-3
| DFS Lokomotiv Plovdiv | 1 – 3 | Újpesti Dózsa           |
| --------------------- | ----- | ----------------------- |
| Chobanov 89'          |       | Bene 41' (71) Zámbó 65' |

Újpesti Dózsa s-a calificat cu scorul general 3–1.
| Sheffield Wednesday | 1 - 2 | 1. FC Köln              |
| ------------------- | ----- | ----------------------- |
| Layne 16'           |       | Thielen 59' Overath 66' |

1. FC Köln s-a calificat cu scorul general 5-3.
| Valencia CF                                   | 3 - 2 | SK Rapid Viena      |
| --------------------------------------------- | ----- | ------------------- |
| Sánchez Lage 27' (pen.) Waldo 48' Roberto 70' |       | Wolny 6' Flögel 62' |

Valencia CF s-a calificat cu scorul general 3–2.
| CF Os Belenenses | 0 - 1 | AS Roma      |
| ---------------- | ----- | ------------ |
|                  |       | De Sisti 19' |

AS Roma s-a calificat cu scorul general 3–1.
| RFC de Liège                   | 3 - 1 | Arsenal Londra |
| ------------------------------ | ----- | -------------- |
| Croté 42' Sulon 43' Wégria 67' |       | McCullough 32' |

RFC de Liège s-a calificat cu scorul general 4–2.
| Atlético Madrid | 1 - 2 | Juventus Torino           |
| --------------- | ----- | ------------------------- |
| Beitia 64'      |       | da Costa 5' Menichelli 7' |

Juventus Torino s-a calificat cu scorul general 3–1.

## Sferturi de finală
| Echipa 1      | Total | Echipa 2         | Turul I | Turul II | Baraj |
| ------------- | ----- | ---------------- | ------- | -------- | ----- |
| AS Roma       | 3 - 5 | 1. FC Köln       | 3 - 1   | 0 - 4    |       |
| Real Zaragoza | 3 - 2 | Juventus Torino  | 3 - 2   | 0 - 0    |       |
| RFC de Liège  | 2 - 2 | Spartak ZJŠ Brno | 2 - 0   | 0 - 2    | 1 - 0 |
| Valencia CF   | 6 - 5 | Újpesti Dózsa    | 5 - 2   | 1 - 3    |       |

### Turul I
| AS Roma                           | 2 - 1 | 1. FC Köln  |
| --------------------------------- | ----- | ----------- |
| Schütz 8', 48' (pen.) Sormani 19' |       | Thielen 75' |

| Real Zaragoza                     | 3 - 2 | Juventus Torino                         |
| --------------------------------- | ----- | --------------------------------------- |
| Isasi 10' Marcelino 58' Villa 60' |       | Menichelli 71' (pen.) Dell'Omodarme 82' |

| RFC de Liège            | 2 - 0 | Spartak ZJŠ Brno |
| ----------------------- | ----- | ---------------- |
| Letawe 10' Gribioli 57' |       |                  |

| Valencia CF                                                      | 5 - 2 | Újpesti Dózsa       |
| ---------------------------------------------------------------- | ----- | ------------------- |
| Héctor Núñez 4', 47' (pen.) Waldo 21', 27', 77' Sánchez Lage 67' |       | Göröcs 36' Bene 57' |

### Turul II
| Juventus Torino | 0 – 0 | Real Zaragoza |
| --------------- | ----- | ------------- |
|                 |       |               |

Real Zaragoza s-a calificat cu scorul general 3-2
| 1. FC Köln                            | 4 - 0 | AS Roma |
| ------------------------------------- | ----- | ------- |
| Benthaus 45' Pott 67' Müller 85', 90' |       |         |

1. FC Köln s-a calificat cu scorul general 5-3
| Spartak ZJŠ Brno              | 2 - 0 | RFC de Liège |
| ----------------------------- | ----- | ------------ |
| Lichtnégl 23' Jankulovský 37' |       |              |

La scorul general 2–2 s-a disputat un meci de baraj.
| Újpesti Dózsa                     | 3 - 1 | Valencia CF             |
| --------------------------------- | ----- | ----------------------- |
| Bene 11' Kuharszki 35' Göröcs 78' |       | Héctor Núñez 47' (pen.) |

Valencia CF s-a calificat cu scorul general 6-5.

### Baraj
| RFC de Liège | 1 - 0 | Spartak ZJŠ Brno |
| ------------ | ----- | ---------------- |
| Sulon 70'    |       |                  |

RFC de Liège s-a calificat.

## Semifinale
| Echipa 1     | Total | Echipa 2      | Turul I | Turul II | Baraj |
| ------------ | ----- | ------------- | ------- | -------- | ----- |
| RFC de Liège | 2 - 2 | Real Zaragoza | 1 - 0   | 1 - 2    | 0 - 2 |
| Valencia CF  | 4 - 3 | 1. FC Köln    | 4 - 1   | 0 - 2    |       |

### Turul I
| RFC de Liège | 1 - 0 | Real Zaragoza |
| ------------ | ----- | ------------- |
| Wégria 44'   |       |               |

| Valencia CF                          | 4 - 1 | 1. FC Köln  |
| ------------------------------------ | ----- | ----------- |
| Waldo 14', 70' Ficha 59' Roberto 65' |       | Schäfer 82' |

### Turul II
| Real Zaragoza              | 2 - 1 | RFC de Liège |
| -------------------------- | ----- | ------------ |
| Santos 61' 80' Lapetra 77' |       | Sulon 5'     |

La scorul general 2–2 s-a disputat un meci de baraj.
| 1. FC Köln                       | 2 - 0 | Valencia CF |
| -------------------------------- | ----- | ----------- |
| Benthaus 27' Müller 37' Pott 70' |       |             |

Valencia CF s-a calificat cu scorul general 4-3

### Baraj
| Real Zaragoza       | 2 - 0 | RFC de Liège |
| ------------------- | ----- | ------------ |
| Duca 41' Santos 52' |       |              |

RFC de Liège s-a calificat.

## Finala
| Real Zaragoza           | 2 - 1 | Valencia CF            |
| ----------------------- | ----- | ---------------------- |
| Villa 41' Marcelino 63' |       | Urtiaga 43' · Suco 89' |

| Câștigătoarea Cupei Orașelor Târguri 1961–62 |
| Spania                                       |
| Real Zaragoza Primul trofeu                  |

## Golgheteri
6 goluri
- Waldo Machado (Valencia CF)

5 goluri
- Ferenc Bene (Újpesti Dózsa)
- David Layne (Sheffield Wednesday)
- Marcelino Martínez (Real Zaragoza)
- Christian Müller (1.FC Koln)
- Jürgen Schütz (AS Roma)